# 克雷格·戴克马
克雷格·戴克马（英語：Craig Dykema，1959年6月11日—），美国NBA联盟前职业篮球运动员。他在1981年的NBA选秀中第3轮第20顺位被菲尼克斯太阳选中。